# Weser zwischen Ochtummündung und Rekum
Weser zwischen Ochtummündung und Rekum este o arie protejată (arie specială de conservare — SAC, sit de importanță comunitară — SCI) din Germania întinsă pe o suprafață de 447 ha, integral pe uscat.

## Localizare
Centrul sitului Weser zwischen Ochtummündung und Rekum este situat la coordonatele 53°10′28″N 8°35′30″E / 53.1744°N 8.5917°E.

## Înființare
Situl Weser zwischen Ochtummündung und Rekum a fost declarat sit de importanță comunitară în mai 2006 pentru a proteja 3 specii de animale. Situl a fost protejat și ca arie specială de conservare în decembrie 2014.

## Biodiversitate
Situată în ecoregiunea atlantică, aria protejată nu include niciun habitat protejat.
La baza desemnării sitului se află mai multe specii protejate de  pești (3): Alosa fallax, Lampetra fluviatilis, Petromyzon marinus.